# POU2AF1
POU2AF1 (англ. POU class 2 associating factor 1) – білок, який кодується однойменним геном, розташованим у людей на короткому плечі 11-ї хромосоми. Довжина поліпептидного ланцюга білка становить 256 амінокислот, а молекулярна маса — 27 436.
| 10         |  | 20         |  | 30         |  | 40         |  | 50         |
| ---------- |  | ---------- |  | ---------- |  | ---------- |  | ---------- |
| MLWQKPTAPE |  | QAPAPARPYQ |  | GVRVKEPVKE |  | LLRRKRGHAS |  | SGAAPAPTAV |
| VLPHQPLATY |  | TTVGPSCLDM |  | EGSVSAVTEE |  | AALCAGWLSQ |  | PTPATLQPLA |
| PWTPYTEYVP |  | HEAVSCPYSA |  | DMYVQPVCPS |  | YTVVGPSSVL |  | TYASPPLITN |
| VTTRSSATPA |  | VGPPLEGPEH |  | QAPLTYFPWP |  | QPLSTLPTST |  | LQYQPPAPAL |
| PGPQFVQLPI |  | SIPEPVLQDM |  | EDPRRAASSL |  | TIDKLLLEEE |  | DSDAYALNHT |
| LSVEGF     |  |            |  |            |  |            |  |            |

A: Аланін

C: Цистеїн

D: Аспарагінова кислота

E: Глутамінова кислота

F: Фенілаланін

G: Гліцин

H: Гістидин

I: Ізолейцин

K: Лізин

L: Лейцин

M: Метіонін

N: Аспарагін

P: Пролін

Q: Глутамін

R: Аргінін

S: Серин

T: Треонін

V: Валін

W: Триптофан

Задіяний у таких біологічних процесах, як транскрипція, регуляція транскрипції. 
Локалізований у ядрі.